# Bosc Gran (Riells del Fai)
El Bosc Gran és un bosc del poble de Riells del Fai, en el terme municipal de Bigues i Riells, al Vallès Oriental.
Està situat al sud-est de la urbanització de Can Castanyer, al sud del poble de Riells del Fai i al nord-oest de la pedrera del Margarit. És al nord-est del Bosc de Can Castanyer.

## Etimologia
Es tracta d'un topònim romànic modern de caràcter descriptiu. Es tractava del bosc més extens dels entorns. Actualment aquesta grandària ha quedat molt afectada per la propera pedrera d'extracció de grava, que ha afectat directament el bosc.